# Verwaltungsgemeinschaft Kabelske-Tal
In der Verwaltungsgemeinschaft Kabelske-Tal waren im sachsen-anhaltischen Saalkreis bis 2004 die Gemeinden Dieskau, Dölbau, Döllnitz, Gröbers, Großkugel, Lochau und Queis zusammengeschlossen. 
Nach einer Bürgeranhörung am 10. Juni 2001, bei der eine große Mehrheit für die Bildung einer Einheitsgemeinde stimmte, beschlossen die Gemeinderäte die Bildung der Einheitsgemeinde Kabelsketal.
Am 1. Januar 2004 wurde, im Rahmen der Gemeindegebietsreform in Sachsen-Anhalt 2004/2005, die Einheitsgemeinde Kabelsketal gebildet, die zunächst noch Teil der Verwaltungsgemeinschaft Kabelske-Tal war. Am 1. August 2004 wurden die Gemeinden Döllnitz und Lochau nach Schkopau eingemeindet, wodurch sie zum Landkreis Merseburg-Querfurt kamen.
Nachdem die Gemeinde Queis nach Landsberg eingemeindet wurde und die Einheitsgemeinde Kabelsketal der letzte verbliebene Teil der Verwaltungsgemeinschaft war, wurde die Verwaltungsgemeinschaft Kabelske-Tal am 1. Januar 2005 aufgelöst.